# Antitrinitarismo
Antitrinitarismo es una forma de cristianismo que rechaza el dogma cristiano de la trinidad —la enseñanza de que Dios es tres hipóstasis o personas distintas, que son coeternas, coiguales e indivisiblemente unidas en un solo ser, y esencia (del griego ousia)—. Ciertos grupos religiosos que surgieron durante la Reforma Protestante, han sido conocidos históricamente como antitrinitarios.
De acuerdo a las iglesias que consideraron como definitivas las decisiones de los concilios ecuménicos, el trinitarismo fue establecido como fundamento y como doctrina cristiana en los concilios ecuménicos del siglo IV, el del Primer Concilio de Nicea (325), que declaró la divinidad completa del Hijo, y el Primer Concilio de Constantinopla (381), que declaró la divinidad del Espíritu Santo.
En términos de número de adeptos, las denominaciones antitrinitarias comprenden una pequeña minoría del cristianismo moderno. Con mucho, las dos denominaciones cristianas no trinitarias más grandes son  los Testigos de Jehová y La Iglesia ni Cristo, un conjunto de las iglesias pentecostales unicitarias u apostólicas, aunque hay otros grupos minoritarios tales como los cristadelfianos, ciencia cristiana, la Asociación de los Estudiantes de la Biblia El Alba, Living Church of God, los Miembros de la Iglesia de Dios internacional, los Unitarian Universalist Christian Fellowship, la The Way International, La Iglesia de Dios Internacional y la Iglesia de Dios Unida, Una Asociación Internacional.
Son corrientes antitrinitarias:
- El arrianismo y semiarrianismo.

- El monarquianismo modalístico o simplemente modalismo, que es identificado como la unicidad moderna de ciertos grupos pentecostales. Otros la han identificado también como patripasionismo.

- El unitarismo, que abarca conceptos como el monarquianismo dinámico, socinianismo y el adopcionismo.

- El binitarismo, subordinacionismo, servetismo.

Las confesiones religiosas antitrinitarias no son consideradas como cristianas por el Consejo Mundial de Iglesias, ámbito de diálogo entre protestantes y ortodoxos y al que la Iglesia católica acude como observadora, pues el credo mínimo que formuló incluye la creencia en Jesús como Señor y Salvador.
Los puntos de vista de los antitrinitarios difieren ampliamente con respecto a la naturaleza de Dios, Jesús y el Espíritu Santo. Varias corrientes filosóficas antitrinitarias, como el adopcionismo, el monarquianismo y el subordinacionismo, existían antes del establecimiento de la doctrina de la Trinidad en 325, 381 y 431 en los consejos de Nicea, Constantinopla y Éfeso. El notrinitarianismo fue renovado más tarde por los cátaros en los siglos XI al XIII, en el movimiento unitario durante la Reforma Protestante, en la Era de la Ilustración del siglo XVIII y en algunos grupos que surgieron durante el Segundo Gran Despertar del siglo XIX.

## Creencias
Los cristianos apologistas y otros Padres de la Iglesia de los siglos II y III, habiendo adoptado y formulado el Logos cristológico, consideraron al Hijo de Dios como el instrumento usado por el Dios supremo, el Padre, para traer la creación a la existencia. Justino Mártir, Teófilo de Antioquía, Hipólito de Roma y Tertuliano en particular declaran que el Logos interno de Dios (gr. Logos endiathetos, lat. Ratio) —su razón divina impersonal— fue engendrado como lo expresó Logos (gr. Logos proforikos, Lat. sermo, verbum), convirtiéndose en una persona para ser utilizada con el propósito de la creación.
La Encyclopædia Britannica (11.ª edición) afirma: "Para algunos cristianos, la doctrina de la Trinidad parecía inconsistente con la unidad de Dios. ... por lo tanto la negaron, y aceptaron a Jesucristo, no como Dios encarnado, sino como la más alta criatura de Dios por quien todo lo demás fue creado. ... Aunque la visión trinitaria se convirtió en la doctrina ortodoxa en la corriente principal del cristianismo, un número relativamente pequeño de grupos y denominaciones cristianas siguen manteniendo variaciones de la visión no trinitaria."
Existen varios puntos de vista sobre las relaciones entre el Padre, el Hijo y el Espíritu Santo:
- Aquellos que creen que Jesús no es Dios Todopoderoso, ni absolutamente igual a Dios, y no el co-eterno o co-igual con el Padre en todo, sino que era o bien el Hijo y Siervo subordinado de Dios, el más alto Ángel e Hijo de Dios que finalmente se convirtió en un Hombre perfecto, el verdadero primogénito de Dios antes de las edades, un mensajero perfecto enviado de Dios, el más grande profeta de Israel, el Mesías judío, o el humano creado perfecto:
  - El Adopcionismo (siglo II d. C.) sostiene que Jesús se hizo divino en su bautismo (a veces asociado con el Evangelio de Marcos) o en su resurrección (a veces asociado con San Pablo y Pastor de Hermas);
  - El Arrianismo - Arrio (AD c. 250 o 256-336) creía que el preexistente Hijo de Dios fue creado directamente por el Padre, antes de todas las edades, y que estaba subordinado a Dios Padre. La posición de Arrio era que el Hijo fue creado como la primera de las creaciones de Dios, y que el Padre más tarde creó todas las cosas a través del Hijo. Arrio enseñaba que en la creación del universo, el Padre era el creador último, suministrando todos los materiales y dirigiendo el diseño, mientras que el Hijo trabajaba los materiales, haciendo todas las cosas por mandato y al servicio de Dios, por lo que "a través de [Cristo] todas las cosas llegaron a existir". El arrianismo se convirtió en el punto de vista dominante en algunas regiones en la época del Imperio Romano, en particular los visigodoss hasta 589.[11] El Tercer Concilio de Sirmium en 357 fue el punto culminante del arrianismo. La Séptima Confesión Arriana (Segunda Confesión de Sirmium) sostenía que tanto el homoousios (de una sustancia) como el homoiousios (de sustancia similar) eran antibíblicos y que el Padre es mayor que el Hijo en todas las cosas, y que sólo el Padre es infinito y eterno, y que el Logos es el verdadero primogénito de Dios e Hijo servil que se hizo carne perfecta por nosotros y para gloria del Padre (esta confesión fue conocida más tarde como la Blasfemia de Sirmium): "Pero puesto que muchas personas se perturban por cuestiones concernientes a lo que en latín se llama substantia, pero en griego ousia, es decir, para que se entienda más exactamente, en cuanto a 'coesencial', o lo que se llama, 'semejante-en-esencia', no debería haber mención de ninguna de ellas en absoluto, ni exposición de las mismas en la Iglesia, por esta razón y por esta consideración, que en la divina Escritura no hay nada escrito sobre ellas, y que están por encima del conocimiento de los hombres y por encima del entendimiento de los hombres";[12]
  - El Psilantropismo - los Ebionitass (siglos I al IV d. C.) observaban la ley judía, negaban el nacimiento virginal literal y consideraban a Jesús como el Mesías judío y el mayor profeta de Dios únicamente;[13]
  - El  Socinianismo - Photinus enseñaba que Jesús fue el Mesías sin pecado y redentor, y el único hijo humano perfecto de Dios, pero que no tuvo existencia pre-humana. Interpretan versículos como Juan 1:1 para referirse al "plan" de Dios que existía en la mente de Dios antes del nacimiento de Cristo, y que fue el plan de Dios el que "se hizo carne", como el hombre perfecto Jesús;
  - El Unitarismo ve a Jesús como el hijo de Dios, subordinado y distinto de su Padre;[14]
  - Muchas tradiciones gnósticas sostenían que el Cristo es un Eón celestial pero no uno con el Padre.
- Los que creen que el Padre, el Hijo resucitado y el Espíritu Santo son diferentes aspectos de un Dios, tal como lo percibe el creyente, en lugar de tres personas distintas:
  - El Modalismo - Sabelio (fl. c. 215) afirmaba que Dios tomó numerosas formas tanto en las Hebreas como en el Nuevo Testamento, y que Dios se ha manifestado en tres modos primarios con respecto a la salvación de la humanidad. Sostenía que "Padre, Hijo y Espíritu" eran diferentes papeles desempeñados por la misma persona divina en diversas circunstancias de la historia;[15] Así, Dios es Padre en la creación (Dios creó un Hijo a través del nacimiento virginal), Hijo en la Redención (Dios se manifestó como Jesús con el propósito de su muerte en la cruz), y Espíritu Santo en la regeneración (el Espíritu de Dios dentro del Hijo y dentro de las almas de los creyentes cristianos). En este punto de vista, Dios no es tres personas distintas, sino más bien una persona que se manifiesta de múltiples maneras.[15] Los trinitarios condenan este punto de vista como una herejía. El principal crítico del sabelianismo fue Tertuliano, quien etiquetó el movimiento como "patripasianismo", de las palabras latinas pater para "padre", y passus del verbo "sufrir", porque implicaba que el Padre sufrió en la cruz. Fue acuñado por Tertuliano en su obra Adversus Praxeas, Capítulo I: "Con esto Praxeas hizo un doble servicio al diablo en Roma: ahuyentó la profecía y trajo la herejía; puso en fuga al Paráclito y crucificó al Padre."  El término Consubstancialidad (ὁμοούσιον, literalmente mismo ser). adoptado más tarde por el trinitario Concilio Niceno para su credo antiarriano, había sido utilizado anteriormente por los sabelianos.[16]
- Los que creen que Jesucristo es Dios Todopoderoso, pero que el Padre, el Hijo y el Espíritu Santo son en realidad tres distintos "Dioses" todopoderosos con naturalezas distintas, que actúan como un solo grupo divino, unidos en propósito:
  - El Triteísmo - Juan Filópono, un aristotélico y monofisita de Alejandría, a mediados del siglo VI, veía en la Trinidad tres naturalezas, sustancias y deidades separadas, según el número de personas divinas.[17] Intentó justificar este punto de vista mediante las categorías aristotélicas de genus, species e individuum. En la Edad Media, Roscelino de Compiègne, el fundador del Nominalismo, argumentaba a favor de tres Dioses todopoderosos distintos, con tres naturalezas distintas, que eran uno en mente y propósito, existiendo juntos eternamente, interactuando juntos desde tiempos pasados, en perfecta cooperación, actuando juntos como un grupo divino o divinidad sobre el universo, en la creación y la redención. Y que el Logos asumió un papel subordinado, pero era igual en poder y eternidad con Aquel llamado Padre. Roscelino decía, sin embargo, como Philoponus, que a menos que las tres personas sean tres res (tres cosas con naturalezas distintas), toda la Trinidad debe haber sido encarnada. Y por lo tanto, ya que sólo el Logos se hizo carne, las otras dos personas deben haber tenido "naturalezas" distintas, separadas del Logos, y así tuvieron que ser Dioses separados y distintos, aunque los tres eran uno en la obra divina y el plan y la operación. Desde este punto de vista, serían considerados "tres Dioses en una Divinidad". Esta noción fue condenada por San Anselmo.[18]
- Los que creen que el Espíritu Santo no es una persona:
  - El Binitarianismo - Entre los adherentes se incluyen aquellas personas a lo largo de la historia que creían que Dios es sólo dos personas co-iguales y co-eternas, el Padre y el Verbo, no tres. Enseñaban que el Espíritu Santo no es una persona distinta, sino que es el poder o la influencia divina del Padre y del Hijo, que emana hacia el universo, en la creación, y hacia los creyentes;
  - El Dualismo;
  - El Marcionismo - Marción (AD c. 110–160) creía que había dos deidades, una de creación y juicio (en la Biblia Hebrea) y otra de redención y misericordia (en el Nuevo Testamento).

## Historia

### Cristianismo primitivo
Muchos eruditos que investigan el Jesús histórico, especialmente los que pertenecen al Seminario de Jesús, afirman que Jesús no enseñó su propia igualdad con Dios ni con la Trinidad. La mayoría de los antitrinitarios adoptan la posición de que la doctrina de la forma más temprana del cristianismo no era estricta, sino que el cristianismo primitivo era estrictamente unitario o binitarista, o modalista como en el caso de los montanistas, marcionitas y cristianos gnósticos. Para ellos, el cristianismo primitivo finalmente cambió después de los edictos del emperador Constantino I y su sentencia pronunciada sobre Arrio, que fue seguida más tarde por la declaración del emperador Teodosio I en el Edicto de Tesalónica, cunctos populos de febrero de 380 que el cristianismo como se define en el Credo Niceno era la religión oficial del Imperio Romano. Un año después, el Segundo Concilio Ecuménico confirmó esto en un Credo revisado. Los no trinitarios cuestionan la veracidad del Credo de Nicea con base en su adopción casi 300 años después de la vida de Jesús como resultado del conflicto dentro del cristianismo primitivo anterior a Nicea durante un cambio dramático en el estado del cristianismo.

## Puntos de disidencia

### La cuestión sobre la coigualdad de Jesús
Raymond E. Brown (1928-1988), sacerdote católico estadounidense y trinitario, escribió que Marcos 10:18, Mateo 27:46, Juan 20:17, Efesios 1:17, 2 Corintios 1:3, 1 Pedro 1:3, Juan 17:3, 1 Corintios 8:6, Efesios 4:4-6, 1 Corintios 12:4-6, 2 Corintios 13:14, 1 Timoteo 2:5, Juan 14:28, Marcos 13:32, Filipenses 2:5-10, y 1 Corintios 15:24-28 son "textos que parecen implicar que el título Dios no se usó para Jesús" y son "evidencia negativa que a menudo se descuida un tanto en los tratamientos católicos del tema"; que Gal 2:20, Hechos 20:28, Juan 1:18, Colosenses 2:2, 2 Tesalonicenses 1:12, 1 Juan 5:20, Romanos 9:5 y 2 Pedro 1:1 son "textos donde, por razón de variantes textuales o sintaxis, el uso de 'Dios' para Jesús es dudoso"; Hebreos 1:8-9, Juan 1:1 y Juan 20:28 son "textos donde claramente Jesús es llamado un dios".

## Propuestas sobre el origen pagano de la trinidad

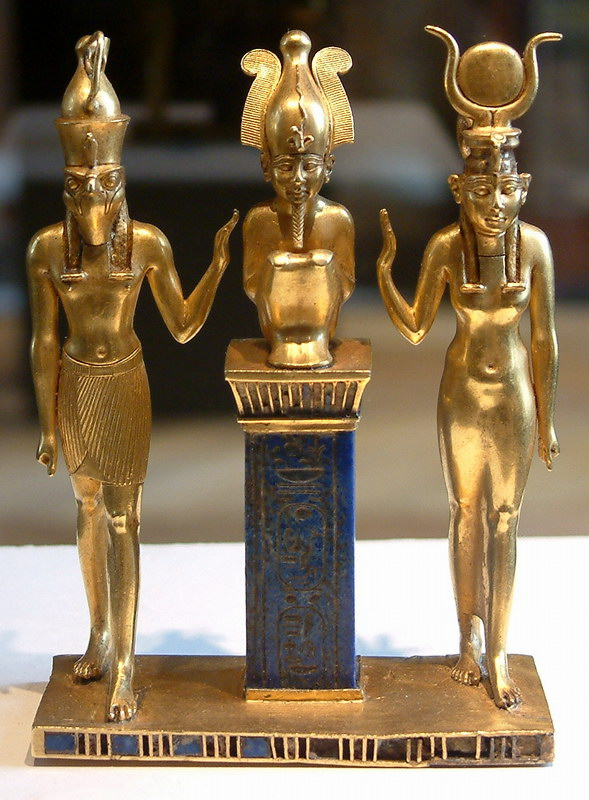
Horus, Osiris e Isis

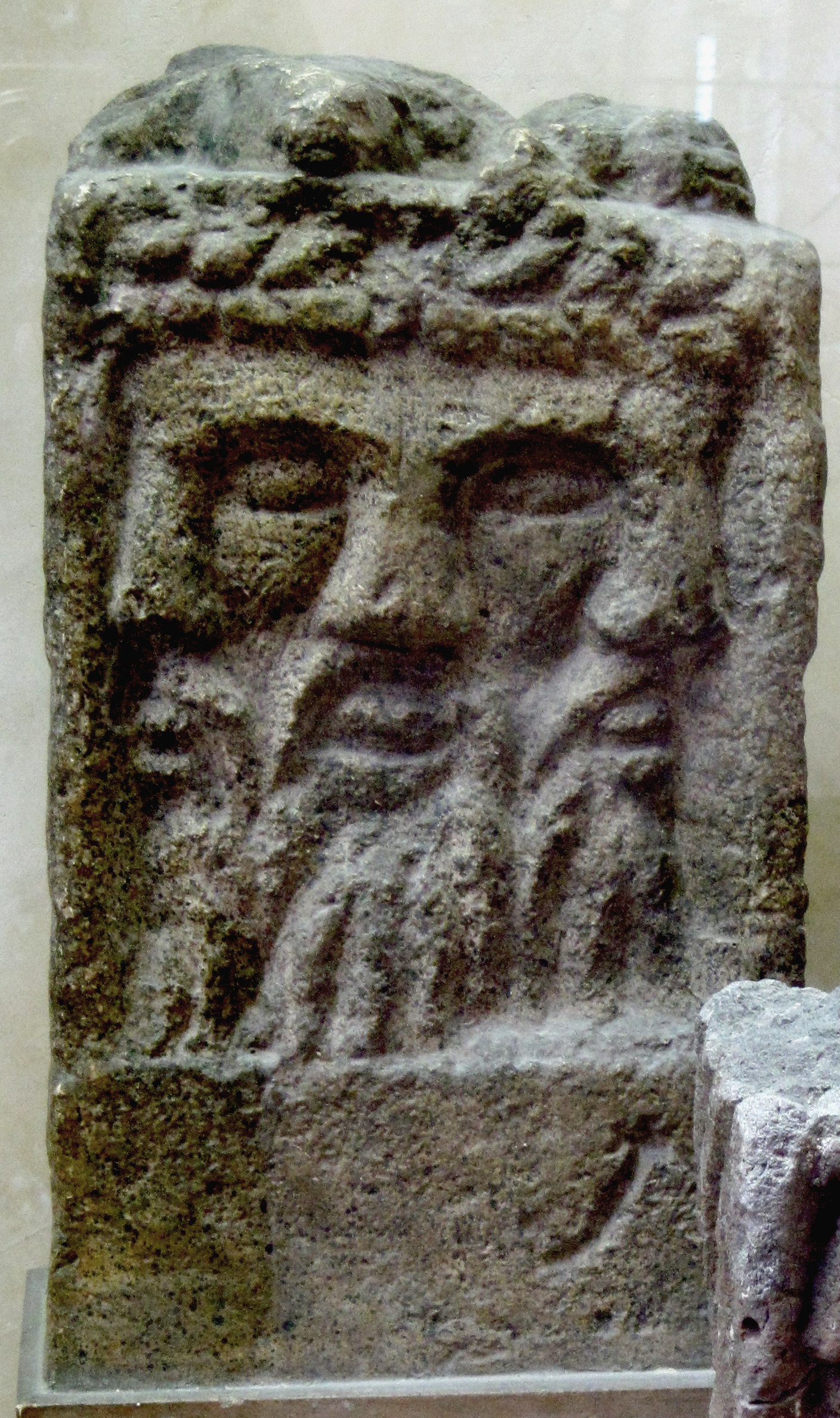
Altar que representa a un dios tricefálico identificado como Lugus

Los antiguos egipcios, cuya influencia en el pensamiento religioso primitivo se consideraba profunda, solían organizar sus dioses y diosas en grupos de tres o trinidades: algunos ejemplos de esto son la trinidad de Osiris, Isis y Horus, la trinidad de Amón, Mut y Khonsu, y la trinidad de Khnum, Satis y Anukis.
Algunos antitrinitarios también dicen que existe un vínculo entre la doctrina de la Trinidad y los teólogos cristianos egipcios de Alejandría, y que ello sugiere que la teología alejandrina, con su fuerte énfasis en la deidad de Jesús, sirvió para infundir en el cristianismo la herencia religiosa pagana de Egipto. Acusan a la Iglesia de adoptar estos principios egipcios después de adaptarlos al pensamiento cristiano por medio de la filosofía griega.
Los primeros apologistas, incluidos Justino Mártir, Tertuliano e Ireneo, discutieron con frecuencia los paralelismos y contrastes entre el cristianismo, el paganismo y otras religiones sincréticas, y respondieron a los cargos de tomar prestado del paganismo en sus escritos apologéticos.